# アセリ・マシヴォウ
アセリ・マシヴォウ（Aseri Masivou、1997年3月9日 - ）は、フィジー出身のラグビーユニオン選手。ジャパンラグビーリーグワンの三重ホンダヒートに所属している。

## 略歴
2016年、ケルストンボーイズ高校卒業後、拓殖大学に入る。
2020年、拓殖大学卒業後、NECグリーンロケッツ（現・NECグリーンロケッツ東葛）に加入。
2021年3月28日にジャパンラグビートップリーグ第5節パナソニック ワイルドナイツ戦に途中出場で日本での公式戦初出場を果たす。
2025年5月、NECグリーンロケッツ東葛を退団。
2025年7月、三重ホンダヒートに加入した。